# PKP「佩切涅格」通用機槍
PKP「佩切涅格」（俄語：ПКП Печенег）是一款由俄羅斯聯邦工業設計局中央精密工程研究所（俄語：ЦНИИТОЧМАШ）以PK通用機槍為藍本研製、V.A.捷格加廖夫工廠（全稱：開放聯合股份公司“ V.A.捷格加廖夫工廠”）生產的現代化通用機槍，發射7.62×54毫米俄羅斯口徑步枪子彈。
據稱佩切涅格機槍與PKM相比最主要的改進是使用了一根具有縱向散熱開槽表面並且以連固定提把的金屬襯套包覆的新型強制氣冷不可迅速更換重型槍管，從而消除在槍管表面形成上升熱氣以及保持槍管冷卻，令佩切涅格機槍更準確和更可靠。此外，佩切涅格機槍亦能夠在機匣左側的華沙條約導軌上安裝各種快拆式光學瞄準鏡或是夜視鏡以提升射擊精度。佩切涅格機槍的俄罗斯国防部火箭炮兵装备总局代號是6P41（俄語：6П41），而夜視版則是6P41N（俄語：6П41Н）。佩切涅格機槍目前已經小批量生產並正在俄羅斯軍隊和執法機構的部份特種部隊（英語：Spetsnaz）所使用。

## 設計細節

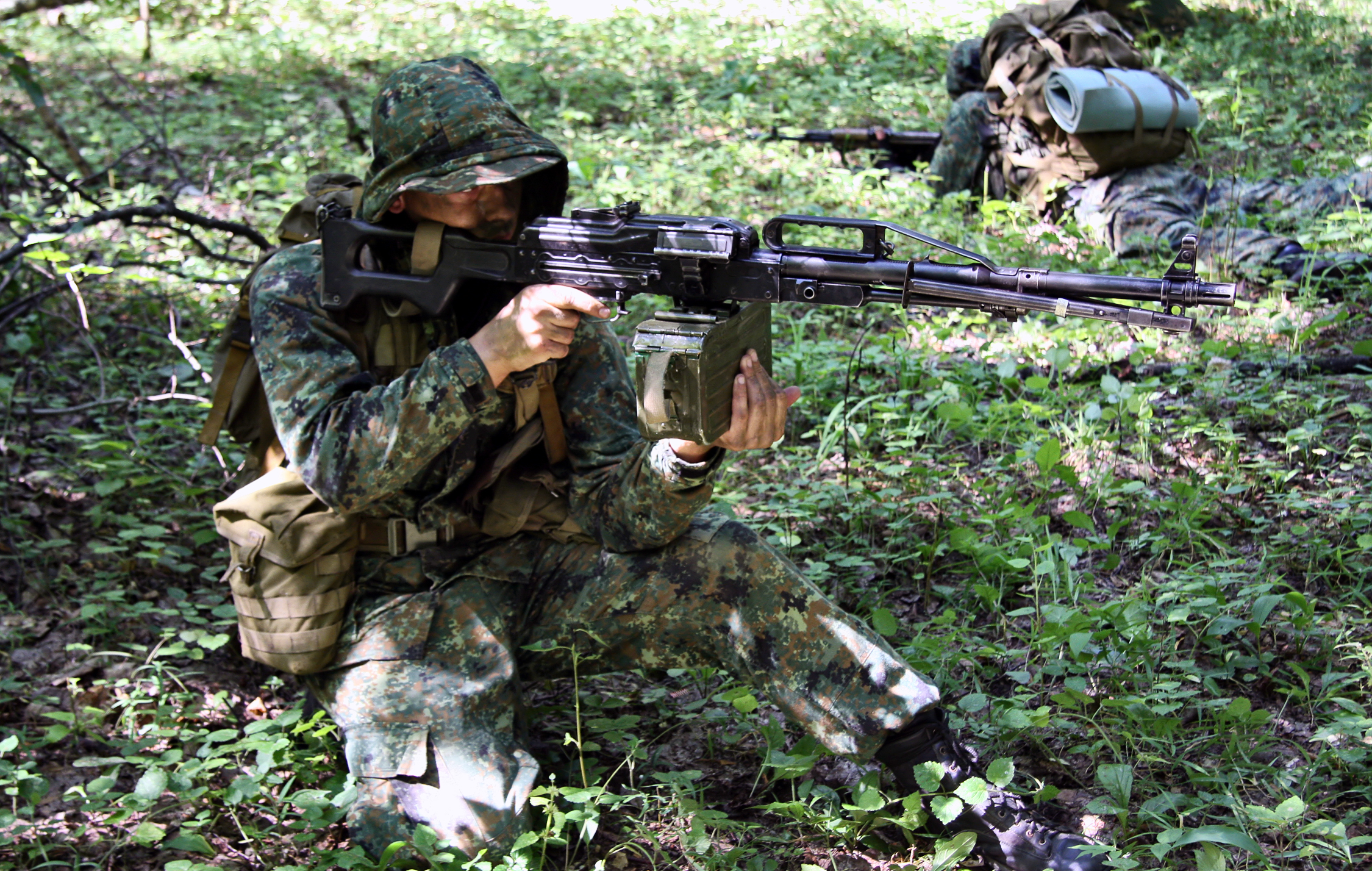
第45獨立衛隊特殊用途軍團士兵使用Pecheneg通用機槍

佩切涅格機槍之名來自佩切涅格人，歷史上一個起源於俄罗斯西南部和乌克兰的草原上的西突厥游牧民族，以驍勇善戰聞名於史。佩切涅格通用機槍並沒有迅速更換槍管能力，在槍管下方扣上了固定式兩腳架，是一挺主要用作班用支援武器的標準型7.62×54毫米俄羅斯口徑PKM通用機槍。它可以提供比標準制式的5.45×39毫米苏联（M74）口徑RPK-74輕機槍更持續的火力，而7.62×54毫米俄羅斯口徑全尺寸步槍子彈亦能在城市和森林環境之中達到比中間型威力步槍子彈步枪彈及小口徑步槍子彈更長的有效射程，以及對輕型結構物和簡易覆蓋物有更好的貫穿力。

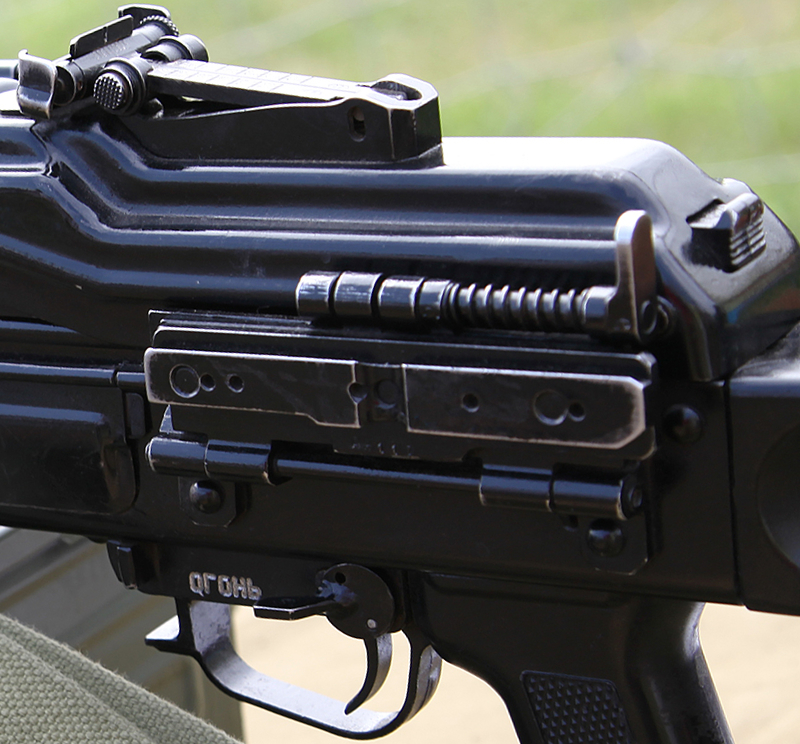
Pecheneg-N（6P41N）的白光瞄準鏡安裝導軌特寫鏡頭。右側可見的機匣蓋釋放按鈕相似於AK槍族的武器。

佩切涅格通用機槍可以被視為可以看作是PKM通用機槍的一種改進型，有80％的零件可以通用，但它的設計以至生產只是為了唯一一個的戰術作用。也就是說，用作機動步兵和俄羅斯特種部隊的一挺真正的班用型輕機槍。其與PKM通用機槍的設計的關鍵區別在於槍管，這根槍管的設計並不打算在現場戰鬥期間可以迅速更換（雖然它仍然可以為了檢查和維修而被移除）。該槍管比PKM的槍管稍為的加重，並且具有縱向散熱開槽表面。這根槍管密封在钢製金屬襯套以內，而這金屬襯套會一直延伸到槍口以提供強制空氣冷卻，設計就像在第一次世界大战時代的路易士機槍。冷卻空氣會通過金屬襯套後面的橢圓形開口進入金屬襯套內，然後會在槍口退出。早期型版本的佩切涅格機槍具有PKM的標準型消焰器，但由於該消焰器的設計反而會使佩切涅格機槍開始升溫的時候產生了顯著的槍口焰，目前生產的版本具有一個特殊設計的消焰器以解決此一問題。金屬襯套後面具有一個永久連接著的固定提把。這個提把具有細長的輪廓特徵，這是因為它的設計也是為了防止槍管發熱產生的上升空氣形成了海市蜃樓，導致照門與準星之間的瞄準基線和／或光學瞄準鏡影像產生的扭曲現象。製造商說，Pecheneg的槍管可以持續不斷的連續發射600發子彈而且不會對槍管造成損壞或減短槍管壽命。
而另一個設計改變就是其內置的不可拆卸而可折疊式兩腳架，它安置在靠近槍口的位置。製造商說，這是為了在利用兩腳架射擊的時候，提高穩定性和遠距離射擊精度，但它也限制了兩腳架或射手在不離開原來的位置以下可以進行射擊的弧度。而另一個後果是，這樣的設計佈局令射手在Pecheneg以抵肩和抵腰射姿射擊時不太舒服，因為它並不具有護木，兩腳架亦因過前而拉遠了與射手之間的距離導致不能使用兩腳架握緊Pecheneg射擊。不過，Pecheneg具有槍背帶環，使射手可以利用槍背帶和固定提把握緊Pecheneg並以抵腰射姿射擊。
佩切涅格機槍在其他的零部件方面（槍機、供彈方式、瞄準具型式和槍托）則類似於現代化的PKM通用機槍。佩切涅格機槍還保留了PKM的標準接口界面，因此佩切涅格機槍可以使用與PKM相同的三腳架，儘管它始終是被設計成用作一挺不安裝在三腳架以上的轻机枪來使用的。

## 衍生型
- PKP Pecheneg：基本型，採用7.62×54毫米R彈藥和PK通用機槍進一步現代化型號，俄罗斯国防部火箭炮兵装备总局代號是6P41（俄語：6П41）。它已被俄羅斯武裝部隊、俄羅斯內政部和世界各地的其他軍事機構採用。
- PKP Pecheneg-N：PKP Pecheneg-N與PKP Pecheneg相似，只是在機匣左側具有用於安裝夜視瞄準鏡的安裝導軌，俄罗斯国防部火箭炮兵装备总局代號是6P41N（俄語：6П41Н）。
- Pecheneg-SP（Печенег-СП）：2014年，俄羅斯推出的PKP特種作戰改進型，俄罗斯国防部火箭炮兵装备总局代號是6P69（俄語：6П69）。該槍已經通過國家試驗，並在2014年俄罗斯国际军警装备展上展出。它有兩個主要版本；標準版本和特種部隊版本。在結構上採用了钛製部件。另據報導，它現在裝有用於安裝1P89-3統一光學瞄準鏡和其他光學瞄準具的皮卡汀尼導軌，亦裝上了一種新伸縮及折疊式槍托，並且在俄羅斯軍方的要求下，還增加了一種便於射擊的戰術前握把。根據生產商的說法，該機槍可在運輸過程中折疊起來，比普通的卡拉什尼科夫步槍縮短30（1.2英寸）。該槍取消了強制氣冷式槍管罩筒設計，槍管重新改為可快速拆卸式结構同時加以縮短，並在槍口裝有類似於AEK-999的消聲器進行無聲無焰射擊。2017年2月開始批量生產。[8]
- Pecheneg犢牛型：Pecheneg犢牛型是由V.A.狄格特亞耶夫工廠旗下的澤尼特公司根據俄羅斯軍隊和俄羅斯內政部的要求，於城市作戰或在狹小空間（裝甲車輛，直升機等）行駛期間使用的更為緊湊型版本。[9]它亦具有兩個主要的衍生型。俄羅斯的武器設計師想出了通過將其轉化為犢牛型以解決這個問題。這種配置變化使武器長度減少了280（11英寸），並減輕了其重量。PK系特徵的槍托已被機匣尾板所取代，扳機與手槍握把位置移向前方。為了適應扳機位置前移，這時彈箱必須時135°裝上。拉機柄也進行了修改，以方便使用，而且原提把也已被用以作為皮卡汀尼導軌的安裝座。目前為了減輕重量，用以保護導氣管的下部隔熱罩及護木也被鏤空。導氣管的下方是一條6點鐘的皮卡汀尼導軌，用以安裝前握把或雷射瞄準器等戰術附件。[10]

## 使用國
- 阿尔及利亚
- [11]
- [12]
- 纳米比亚
- 俄羅斯
  - 俄羅斯聯邦武裝力量
  - 俄羅斯聯邦安全局
  - 俄羅斯聯邦國家近衛軍
- 叙利亚
  - 敘利亞阿拉伯軍隊
- 乌克兰[a]
- 葉門
  - 也門共和國衛隊[13]

### 非國家團體
- 伊斯蘭國

## 流行文化

### 電子遊戲
- 2009年—《侠盗勇士》：由朝鲜人民军机枪兵所使用，載彈量为100发。
- 2009年—：裝上光學瞄準鏡並且由俄羅斯聯邦武裝部隊所使用。
- 2011年—《闪点行动：红河》：由塔吉克斯坦武装组织所使用。
- 2011年—：命名為「PKP」，武器模組採用鏡像佈局（弹链及进弹口方向奇怪的在左侧而非右侧，拉機柄也在左邊）。載彈量為100發（聯機模式時可使用改裝：延長彈匣增至150發），最高攜彈量為200發（戰役模式）、600發（Juggernaut）和300發（聯機模式）。戰役模式及特種行動模式之中由美国陆军三角洲部隊、俄羅斯極端民族主義黨武裝力量、非洲武裝民兵、約翰·普萊斯、尼古萊的部隊、「同心圓」恐怖組織及重裝盔甲（Juggernaut）所使用；聯機模式時於等級18解鎖，並可以使用紅點鏡、消音器、前握把、ACOG光學瞄準鏡、射速增加、心跳探測器、EOTECH全息瞄準鏡、延長彈匣、熱能探測式瞄準鏡及夜視瞄準鏡；生存模式時亦於等級18解鎖，價格為$7,000。
- 2011年—：俄軍支援兵（Support Class）裝備的通用機槍。命名為「PKP Pecheneg」，發射7.62×54R子彈，彈箱最高載彈量為100發（聯機模式時可使用改裝：擴充彈匣增至200發），初始攜彈量為200發，最高攜彈量為400發，預設具有兩腳架。單人模式之中由人民解放抵抗組織（People's Liberation and Resistance）所使用，亦可被美国海军陆战队第一侦察营“米斯菲1-3”（Misfit 1-3）五人战术小队成員亨利·布莱克本上士（SSgt. Henry "Black" Blackburn）所繳獲；多人聯機模式時為「支援兵」（Support）的解鎖武器包武器之一，於達到60,000點支援兵得分時才能解鎖，被歸類為輕机槍，並可以使用PK-A（放大3.4倍）、消光器、擴充彈匣、戰術燈、PKA-S、前握把、雷射瞄準器、內紅點瞄準鏡、消音器、紅外線夜視鏡（紅外線放大1倍）、PSO-1（放大4倍）、M145（放大3.4倍）、光電瞄準鏡、反射式瞄準鏡、ACOG（放大4倍）。
- 2012年—：命名為「PKP」，150發彈鏈裝在彈箱內。在单人部分中由俄罗斯极端武装力量【黑岩组织】部队所使用。
- 2012年—：命名為「PKP」，聯機模式中機槍兵所使用，也是單人模式之中敵方唯一的單兵便攜式機槍（敌方重装步兵使用），使用木製槍托和PKM樣式提把。
- 2012年—《战争前线》：命名为「PKP Pecheneg」，使用黑色聚合物枪托和握把，绿色弹箱，载弹量为200发，重新装填时不打开机匣而是使用弹链助进拉扣装弹。为步枪手专用武器，同时亦在生存模式“黑鲨”中由黑木帝国重机枪手所使用，可以通过抽奖获得，并可以改装枪口配件（通用消音器、突击消音器、突击制退器、突击刺刀）以及瞄准镜（EOTECH 553全息瞄准镜、绿点全息瞄准镜、ELCAN SpecterDS瞄准镜、红点瞄准镜、步枪高级瞄准镜、Trijicon ACOG瞄准镜），无法改装战术导轨配件，預設裝備双脚架。拥有黄金版本，强化威力与射程。
- 2013年—：命名為「PKP Pecheneg」（中文版則命名為「PKP佩切涅格」），發射7.62×54R子彈，彈箱最高載彈量為100發，預設具有兩腳架。單人模式之中由俄羅斯陸軍所使用，亦可被美国海军陆战队精英小隊「墓碑」隊長丹尼爾·雷克（Daniel Recker）所繳獲（在突破重圍戰役繳獲成功以後可於武器補給箱裝備）；多人聯機模式時為「支援兵」（Support）的解鎖武器包武器之一，於達到19,000點輕機槍得分時才能解鎖，被歸類為輕机槍，並可以使用PKA-S、放大鏡（放大2倍）、防火帽、寛型握把、PK-A（放大3.4倍）、雷射瞄準器、制動器、眼鏡蛇、手電筒、舒適握把、PBS-4消音器、PSO-1（放大4倍）、直角握把、重型槍管以及七件戰鬥包附件（ACOG（放大4倍）、FLIR（紅外線放大2倍）、稜鏡（放大3.4倍）、JGM-4（放大4倍）、土狼、全像、消光器、折疊握把、馬鈴薯握把、直立握把、綠點雷射瞄準器、紅外線夜視鏡（紅外線放大1倍）、LS06消音器、M145（放大3.4倍）、雷射／燈光組合、R2消音器、反射式、消音器、戰術燈、三光束雷射、HD-33當中之七）。
- 2014年—：命名為“6P41”，100發彈鏈，攜彈量為200發。
- 2015年—：命名為「AP MMG」（Armor-Piercing Medium Machine Gun，中文版則命名為「自動操控中型機槍」），安裝在裝甲車（裝甲救援車（英语：Lenco BearCat）和強化攻擊車（英语：Terradyne Armored Vehicles Gurkha））上並且作為預設主要武器（主駕駛武器），無法讓步兵單位使用。
- 2015年—：型號為Pecheneg犢牛型，命名为“6P41”，由俄罗斯特种部队幹員Fuze与Finka所使用。在Fuze精英組合裡的塗裝「阿爾扎馬斯17號」中机匣盖内部写有“Fuze the hostage”(引爆人質)字样。
- 2015年—《戰術小隊》：由俄羅斯陸軍所使用。
- 2016年—《少女前線》：命名為“PKP”，被歸類為“機槍”，製造時間為6:50。
- 2016年—《逃離塔科夫》：型號為Pecheneg基本型。
- 2017年—：型號為Pecheneg基本型，命名為「6P41」，可更改槍托、瞄準鏡、板機、彈匣、槍軌、槍管、槍口等配件。
- 2017年—《元氣騎士》：命名為“PKP”，武器属性為白色，能量耗损为2。
- 2018年—《surviv.io》：命名為“PKP通用機槍”，發射速度極高，裝彈200發。
- 2019年—《明日方舟》：自《水晶箭行動》以後，來自《虹彩六號：圍攻行動》、原俄羅斯特種部隊阿爾法小組所屬的近衛幹員Fuze使用Pecheneg犢牛型“6P41”作搭配其標誌性的霰射炸藥的武器。
- 2021年—《戰地風雲2042》：型號為Pecheneg犢牛型，命名為“PKP-BP”。
- 2023年—《決勝時刻：現代戰爭III 2023》：命名為“Pulemyot 762”。

### 輕小說
- 2014年—《刀劍神域外傳Gun Gale Online》：由遊戲測試中的“新型NPC”伏特加所使用。

## 圖集

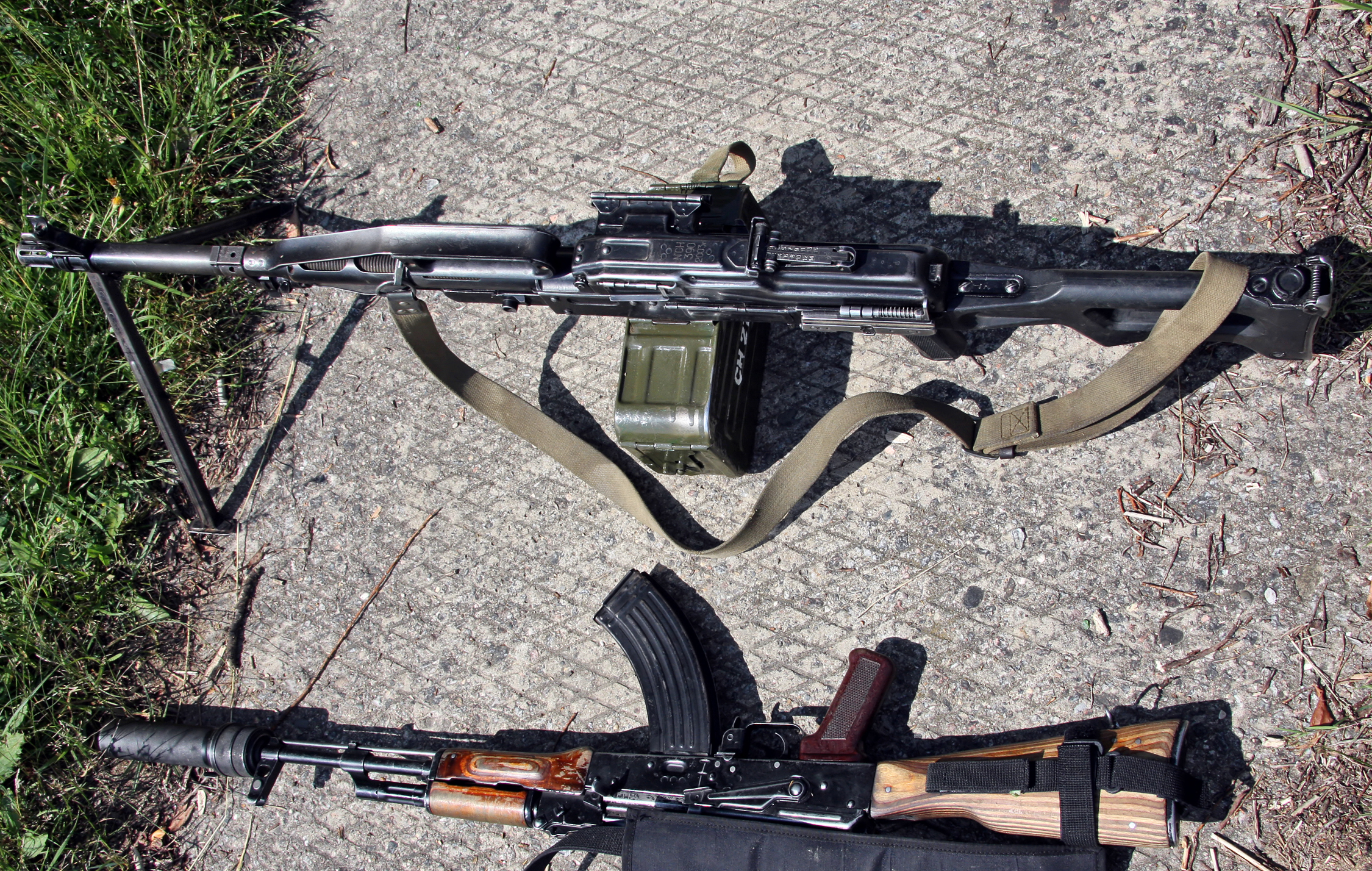
Pecheneg與裝上消聲器的AKM的比較
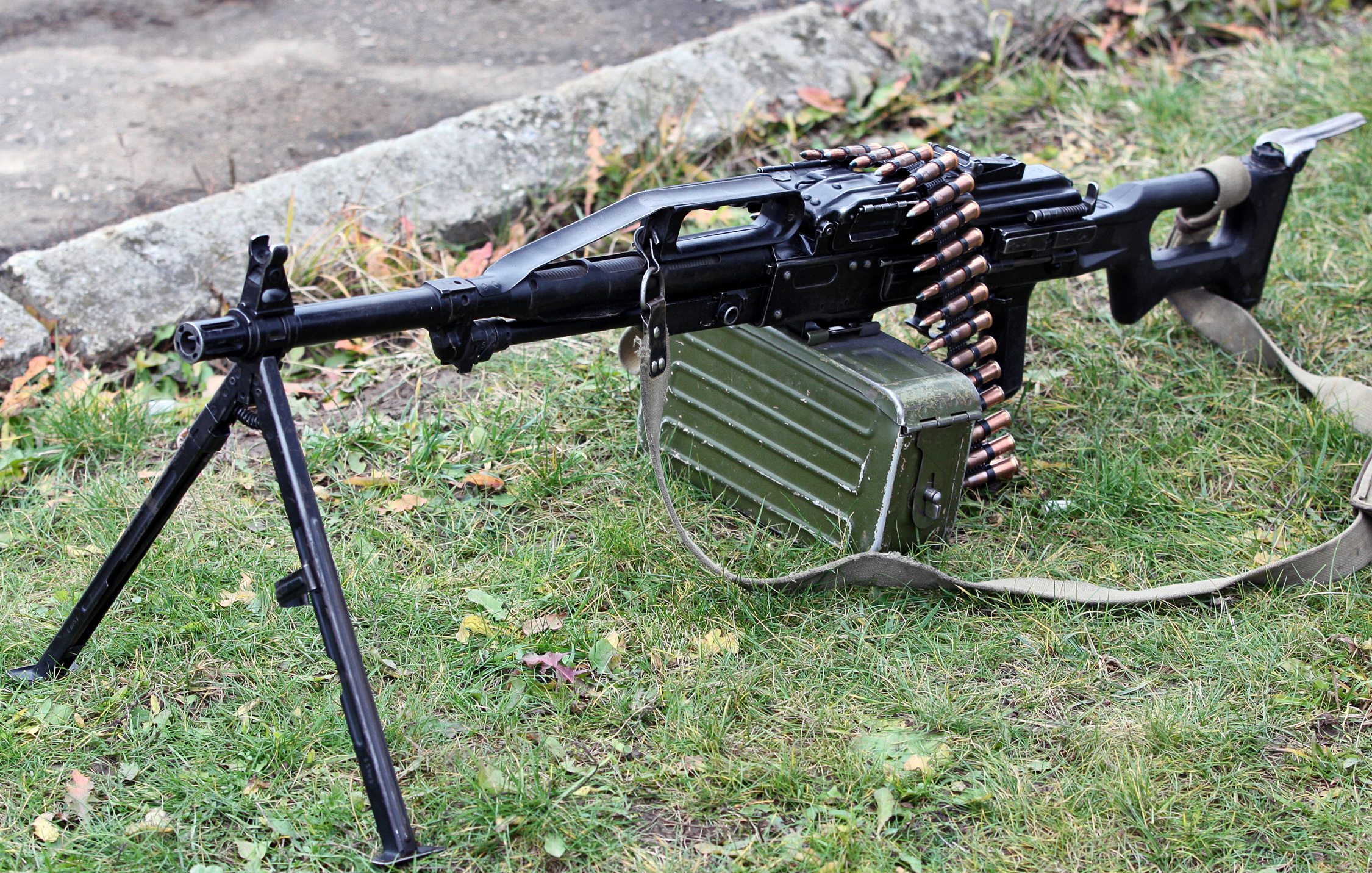
第四獨立坦克旅偵察團使用的Pecheneg
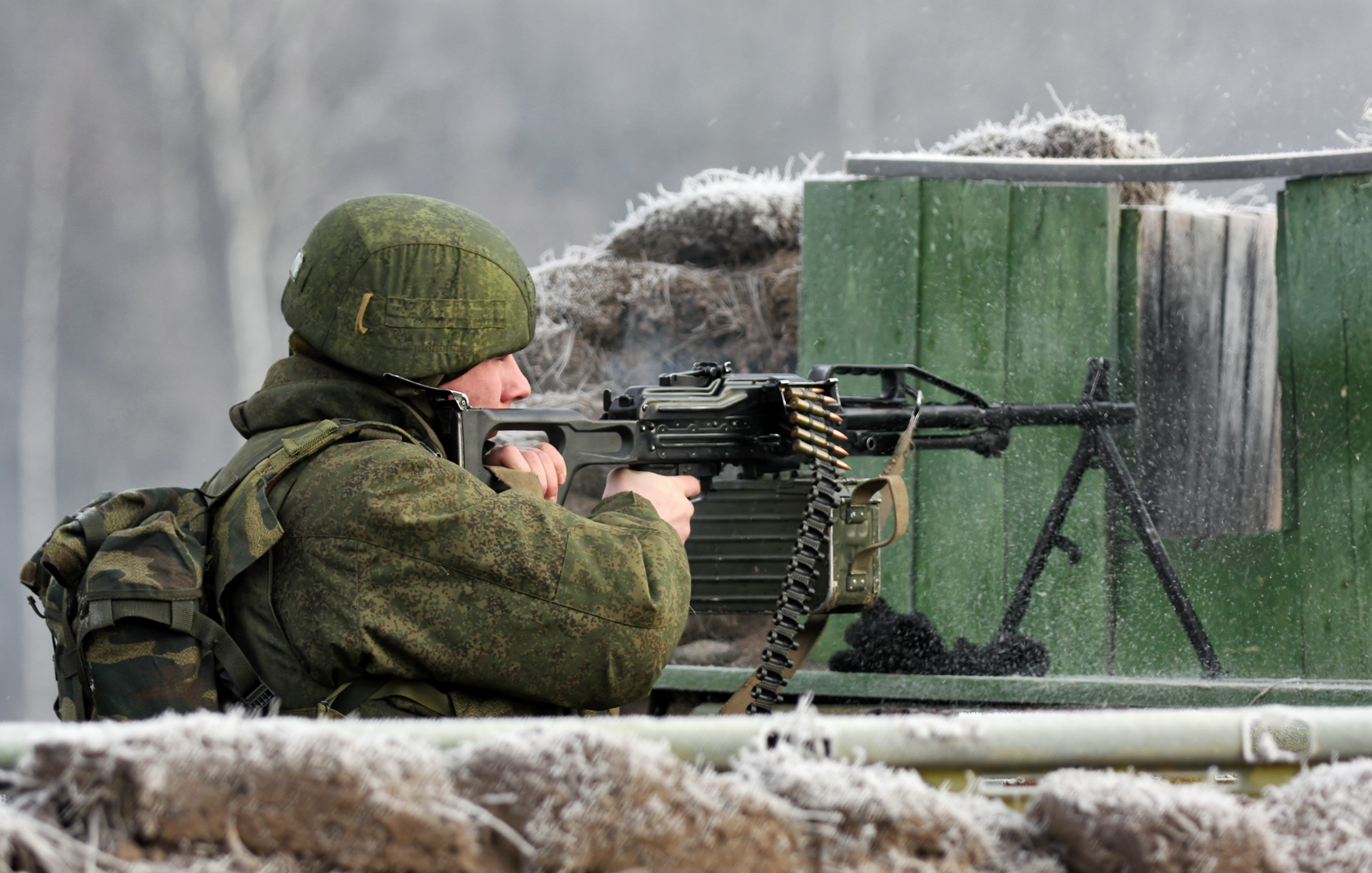
第51空降團第106空降師的Pecheneg
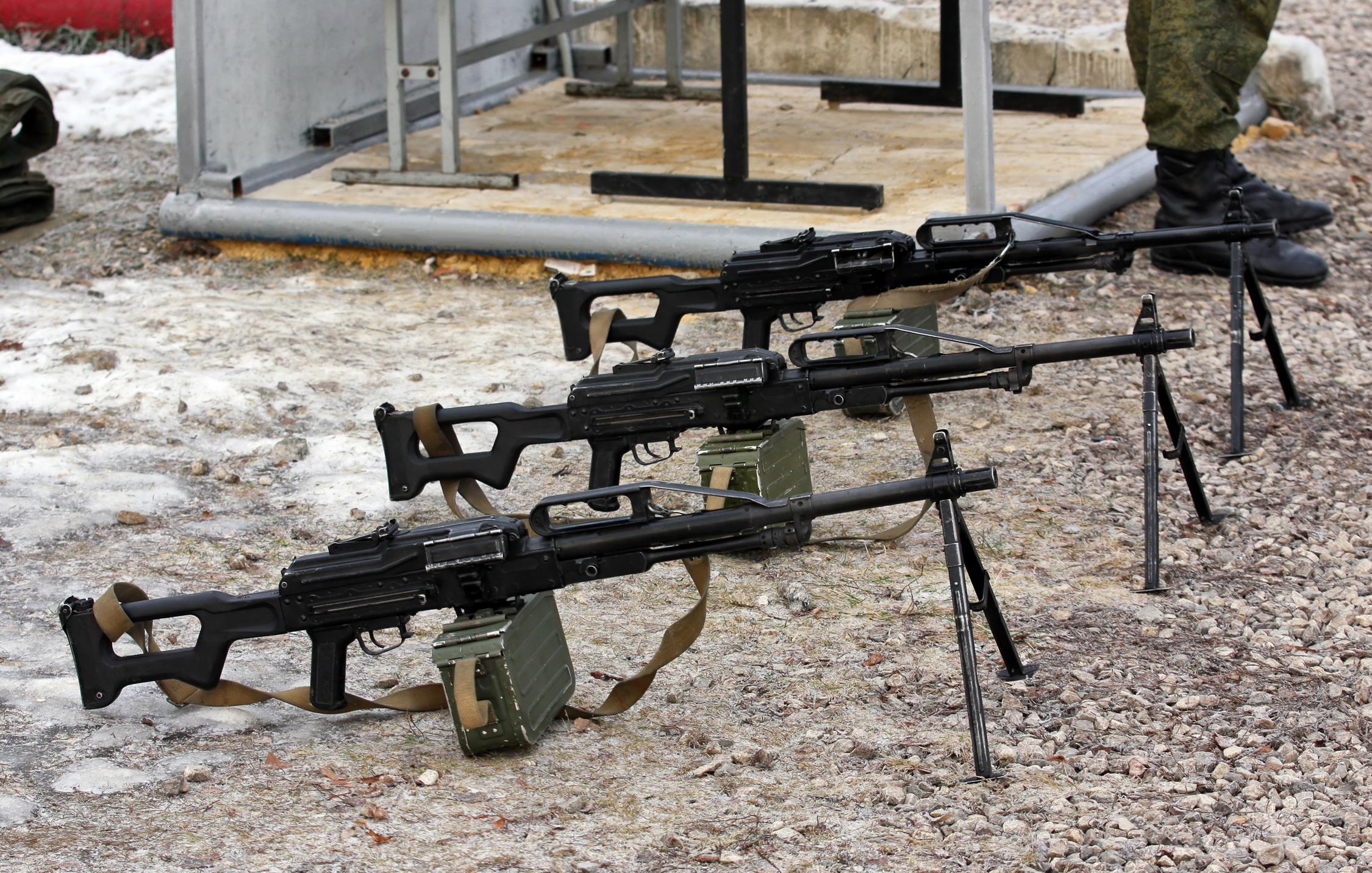
第51空降團第106空降師的三挺Pecheneg
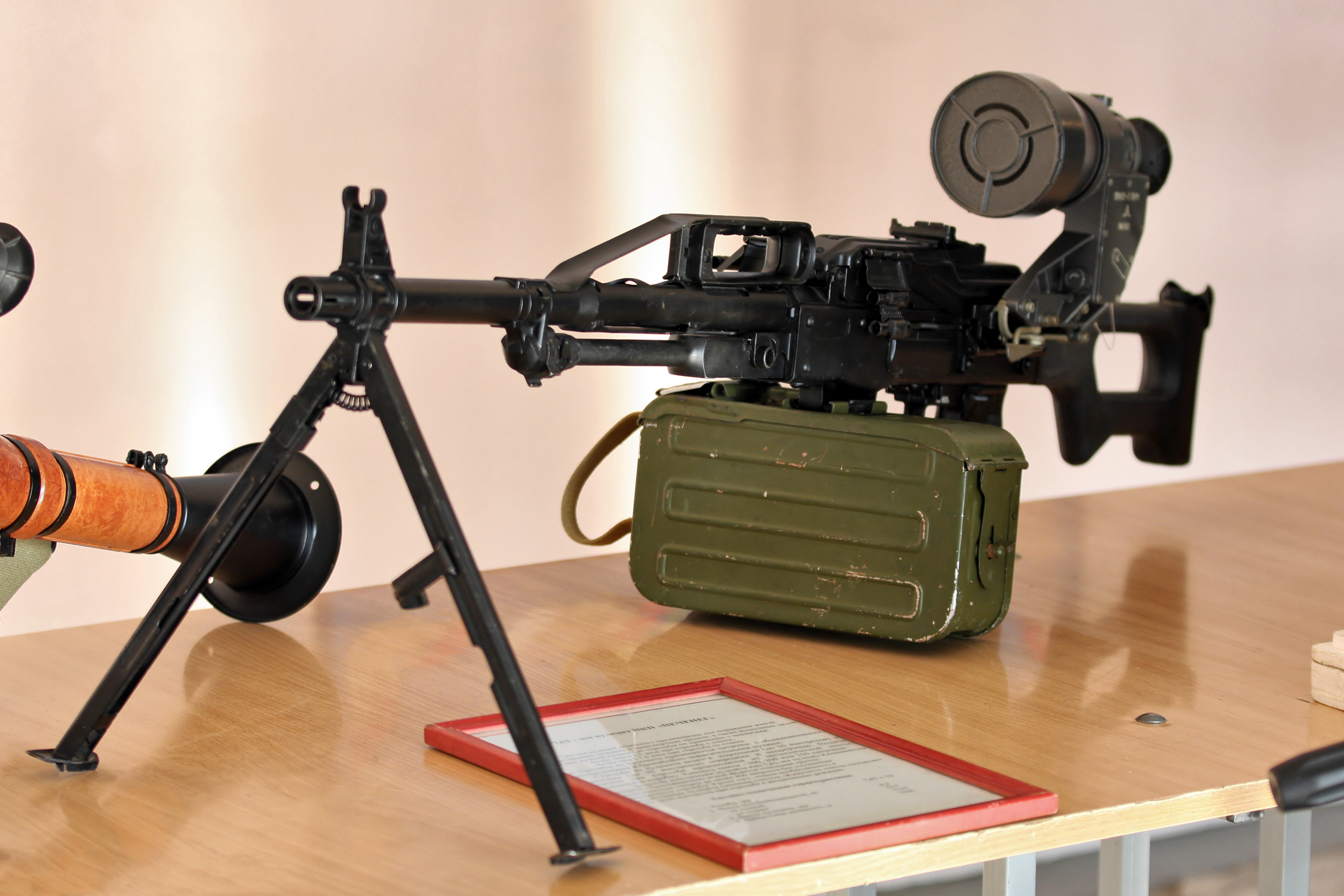
裝上機槍用1PN93-3系列夜視瞄準鏡的Pecheneg
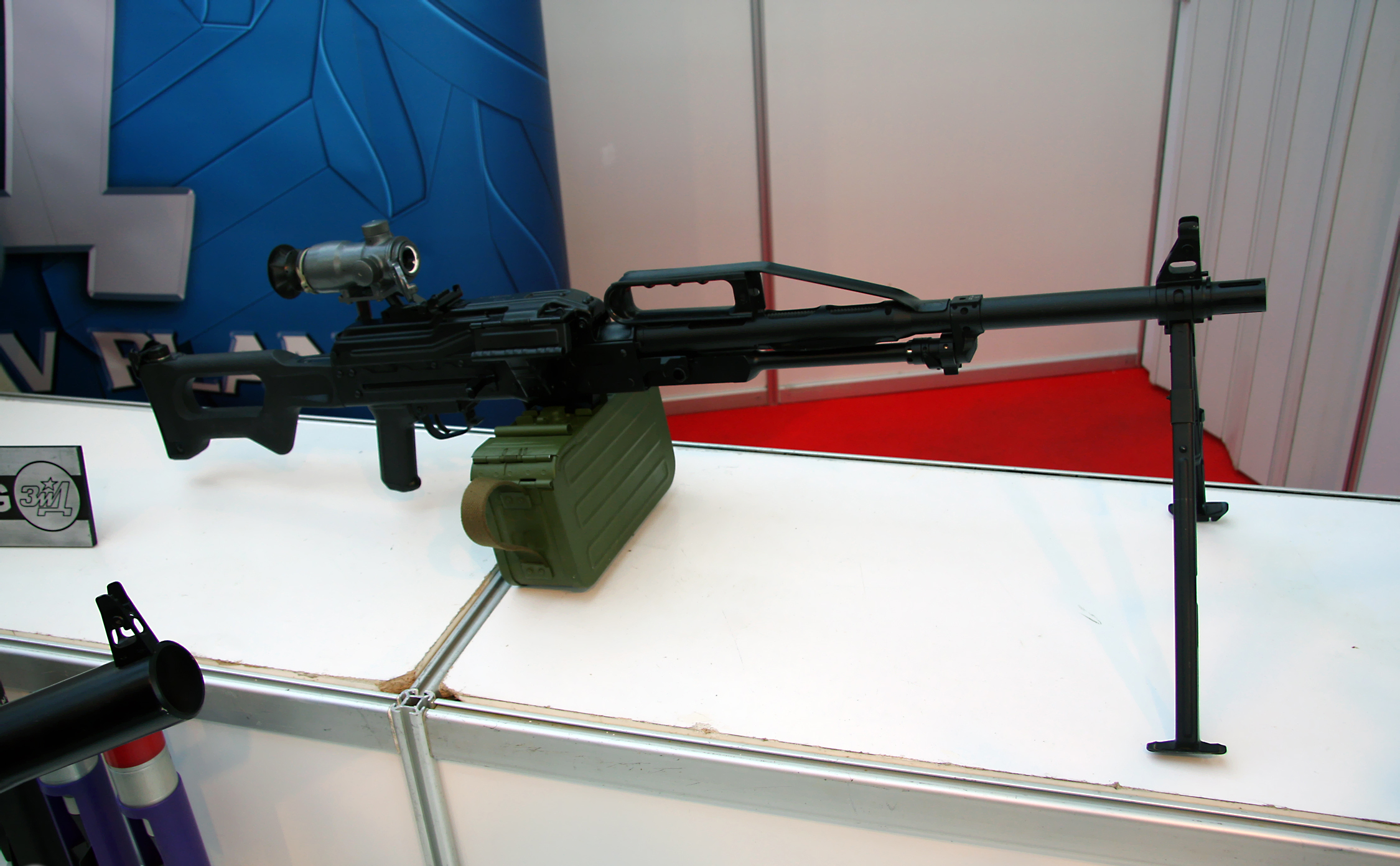
2008年IDELF展覽上的Pecheneg展出槍
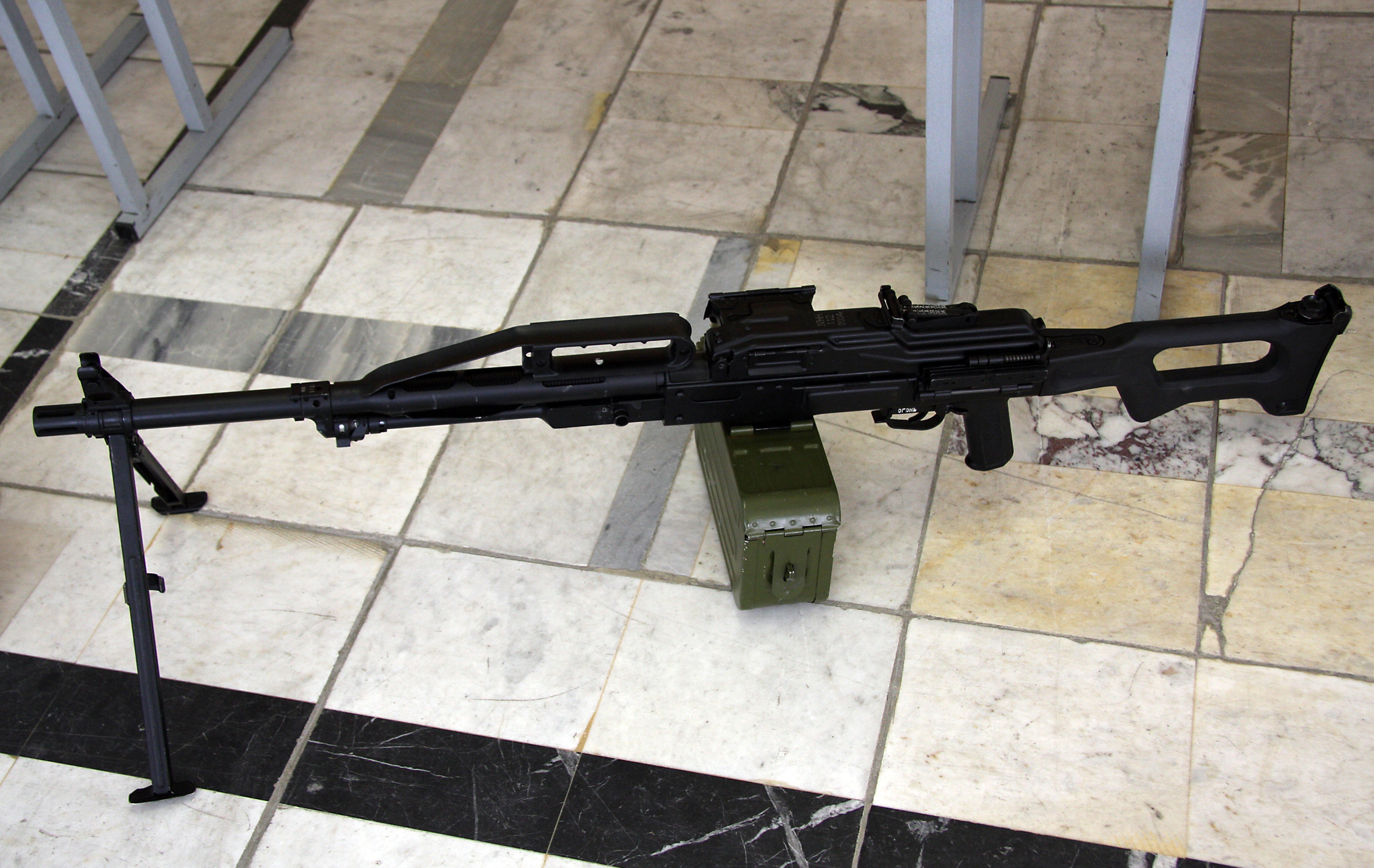
2009年莫斯科徵兵日上的Pecheneg展出槍
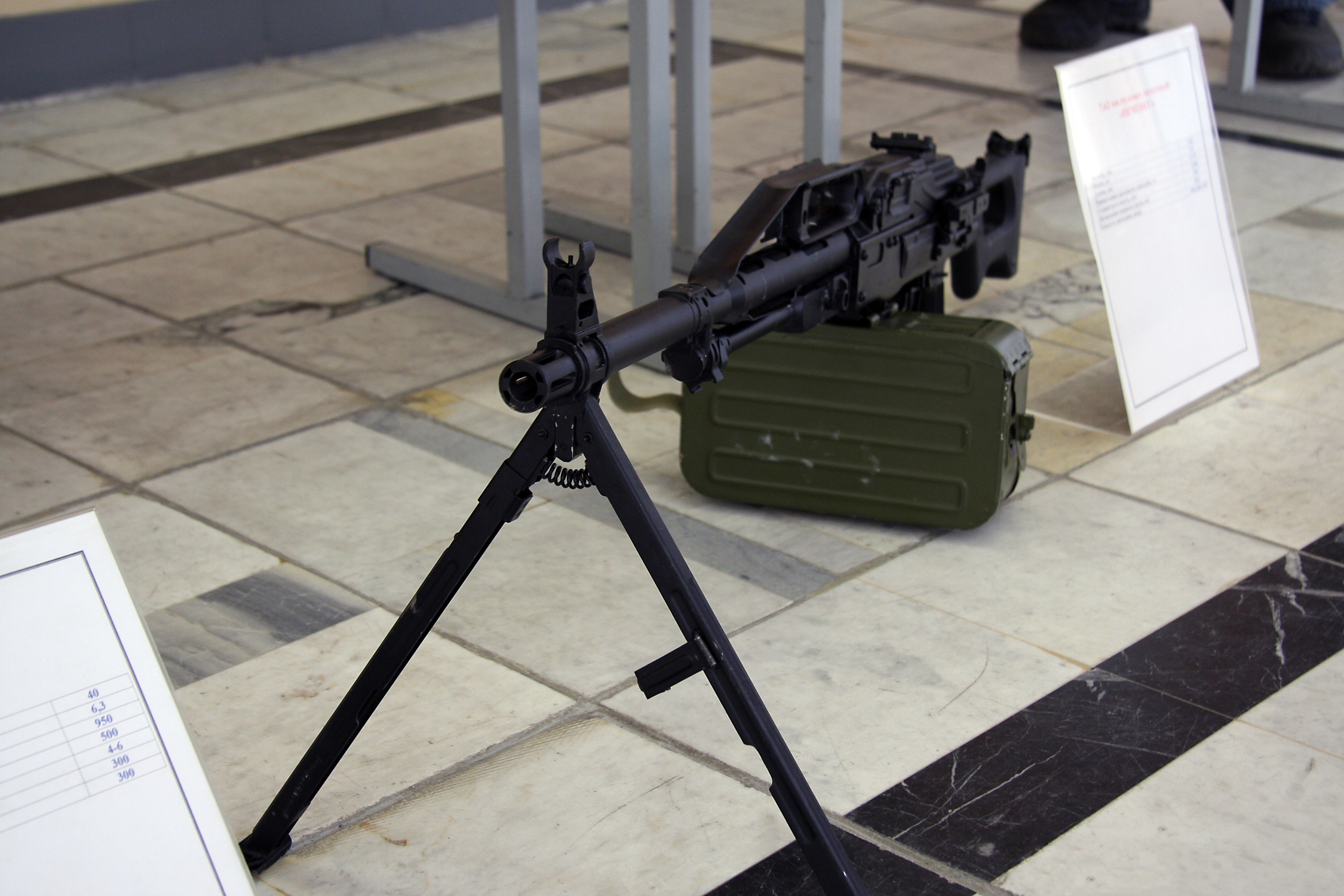
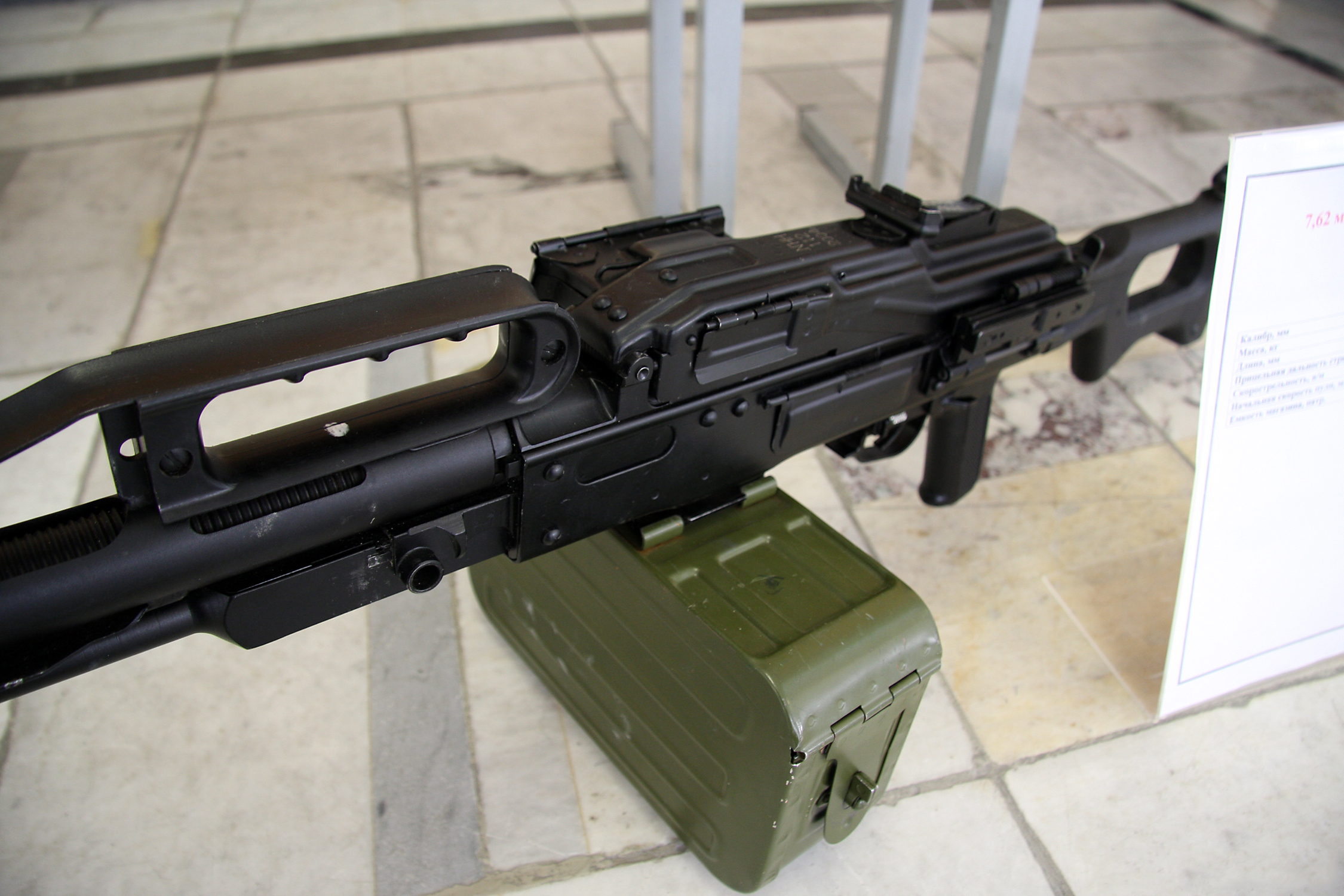
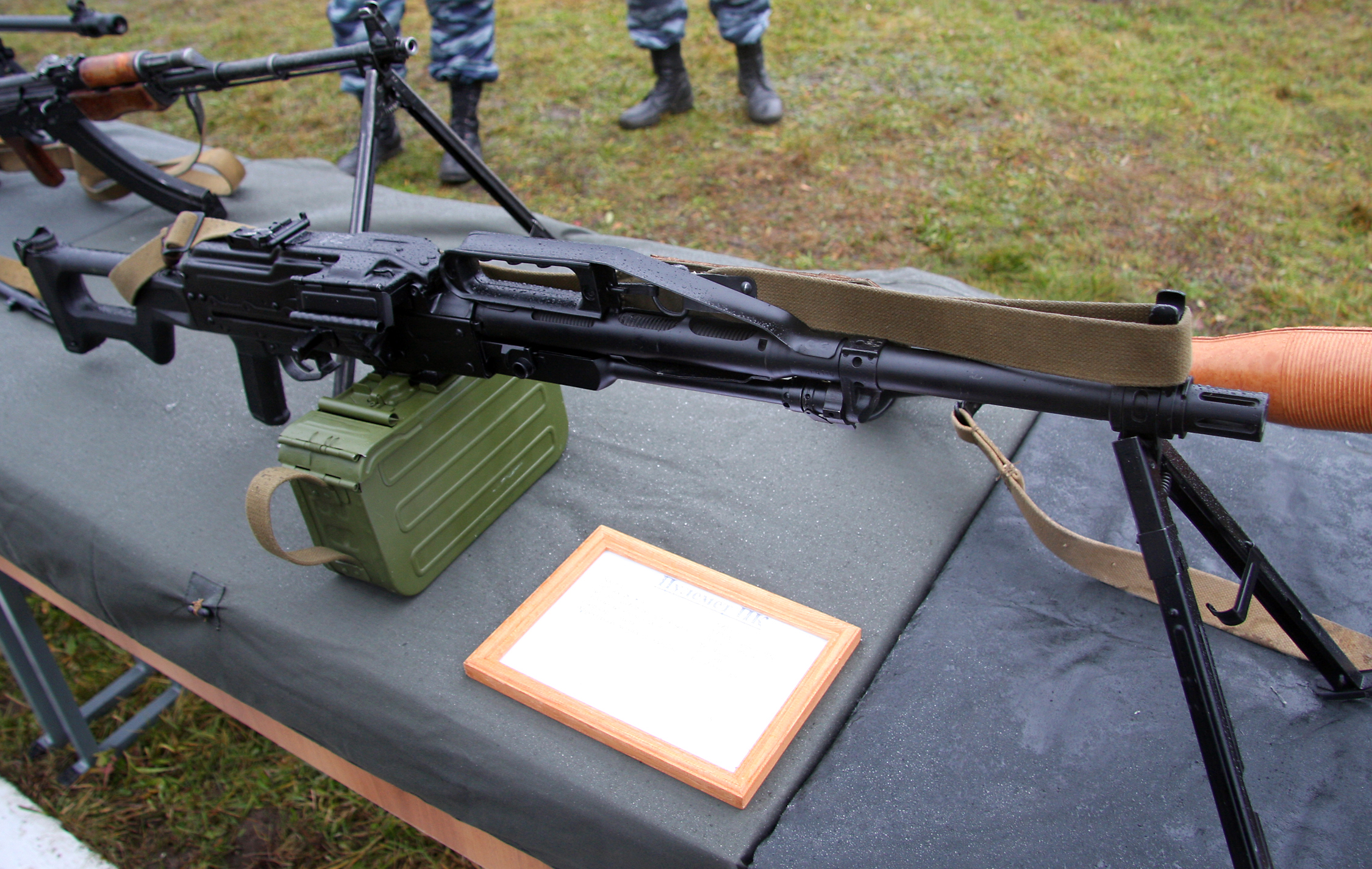
2009年俄羅斯國際軍警安防設備展（Interpolitex 2009）上的Pecheneg展出槍
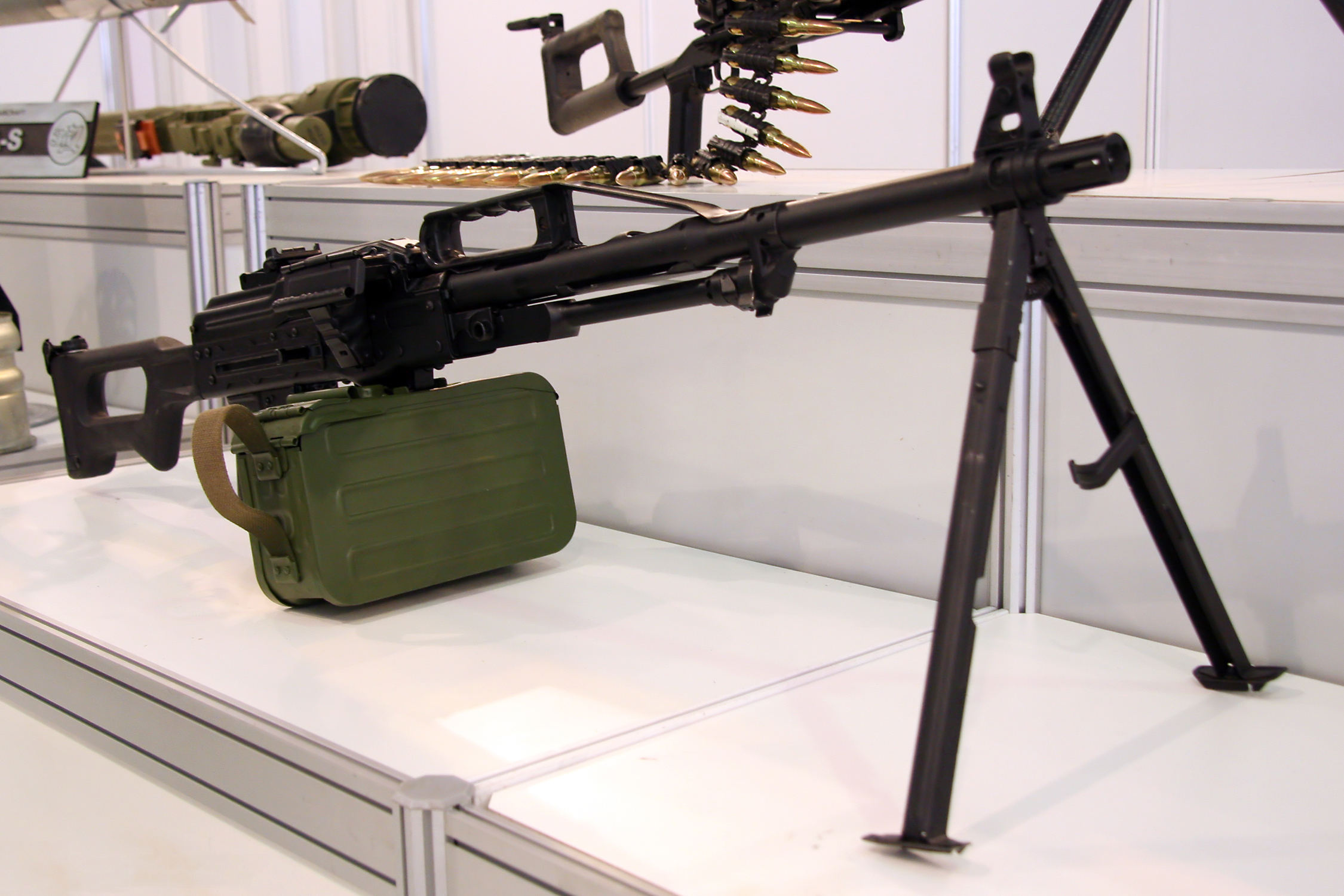
2010年工程技術國際論壇上的Pecheneg展出槍
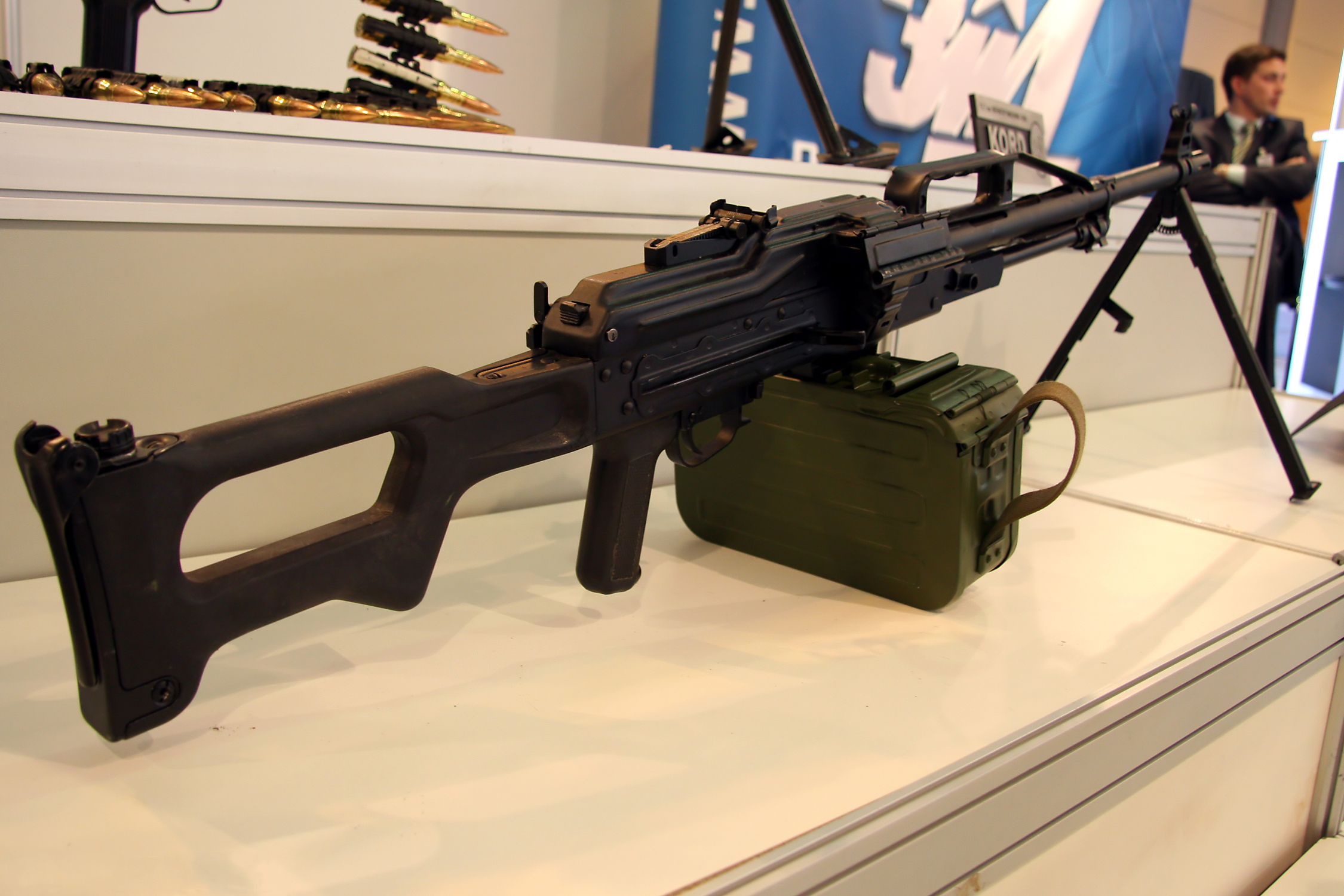
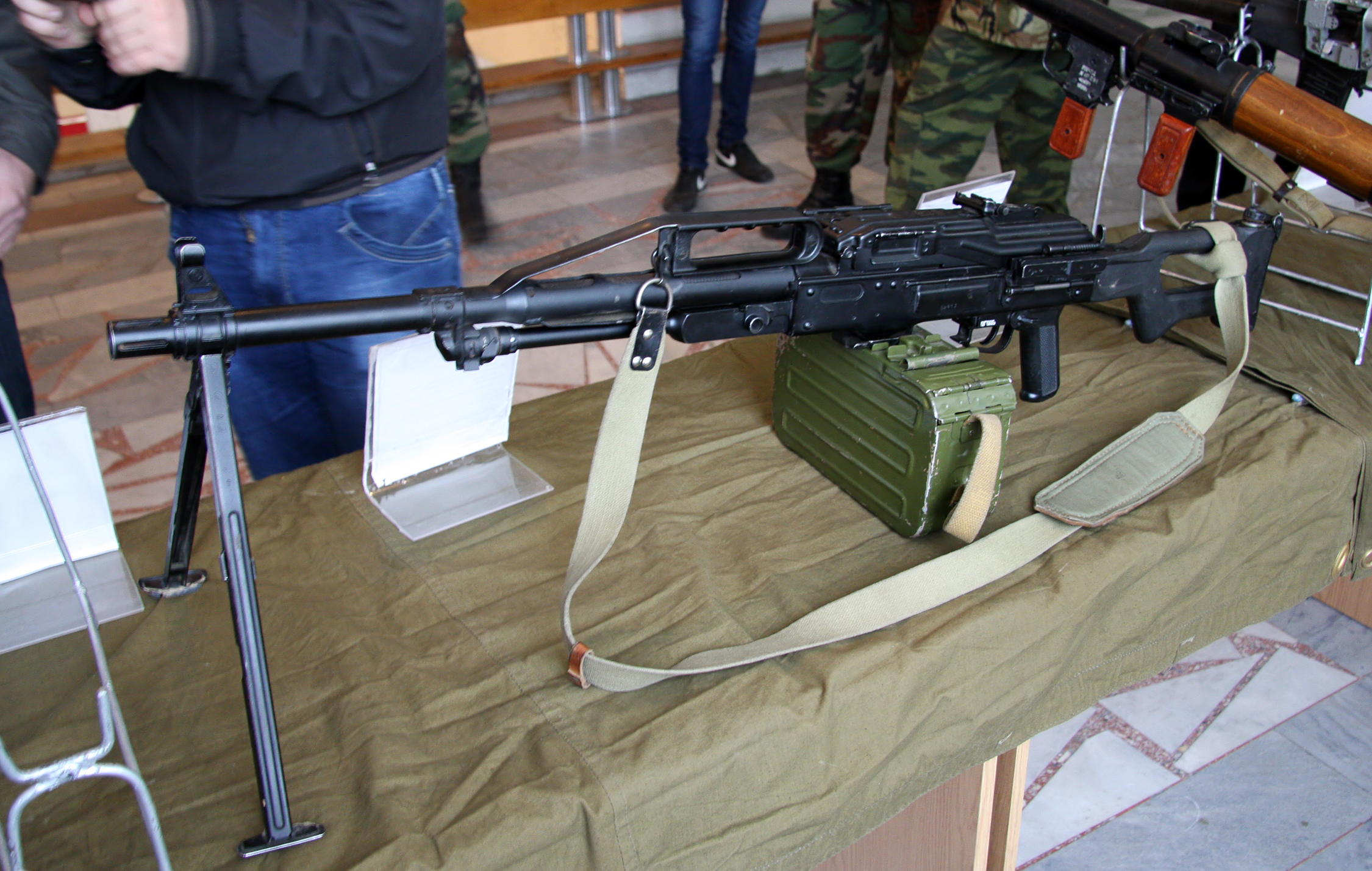
2011年莫斯科徵兵日上，展開兩腳架的Pecheneg通用機槍展出槍
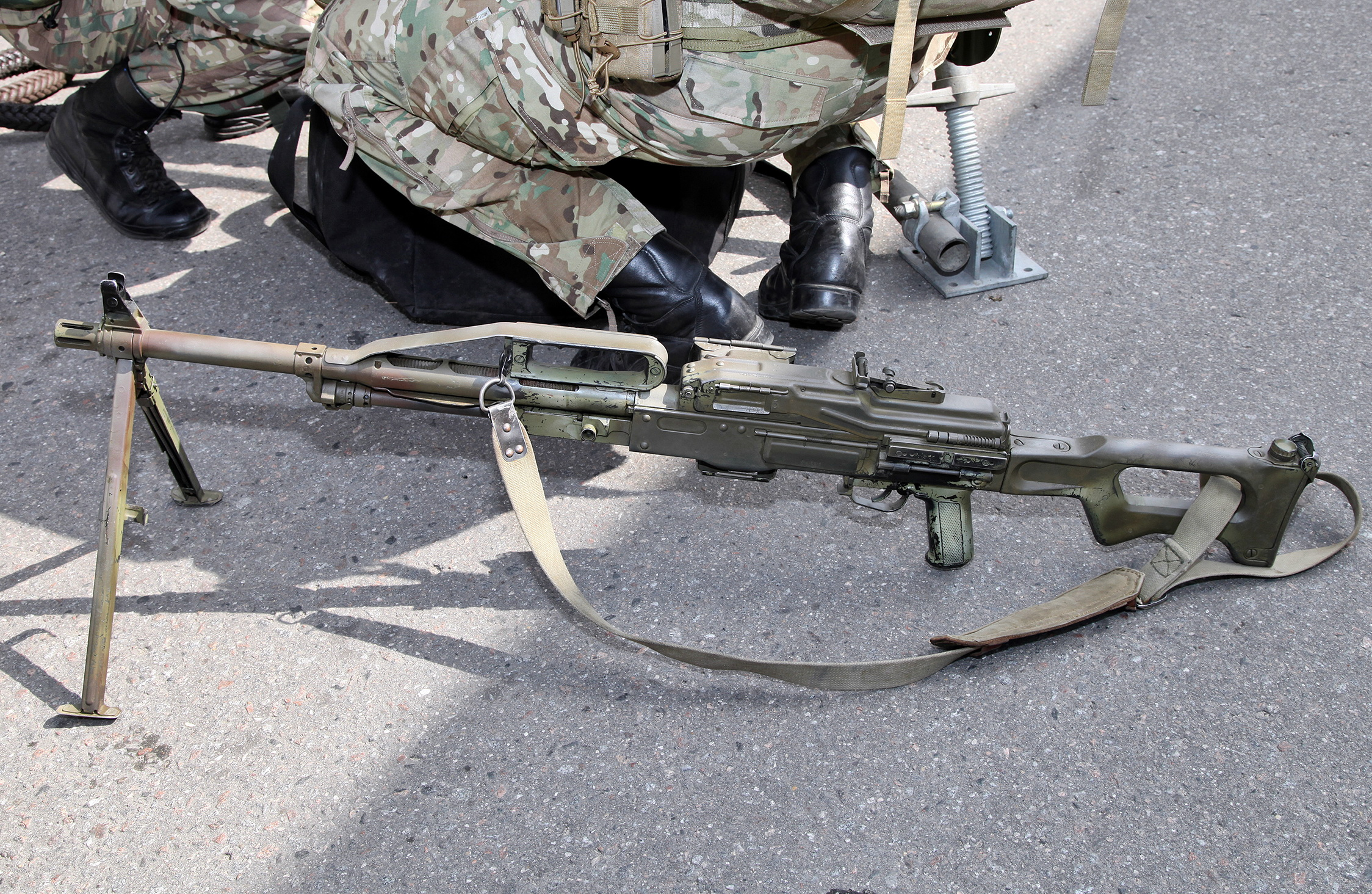
2013年俄羅斯國防部創新科技日上，展開兩腳架的Pecheneg通用機槍展出槍
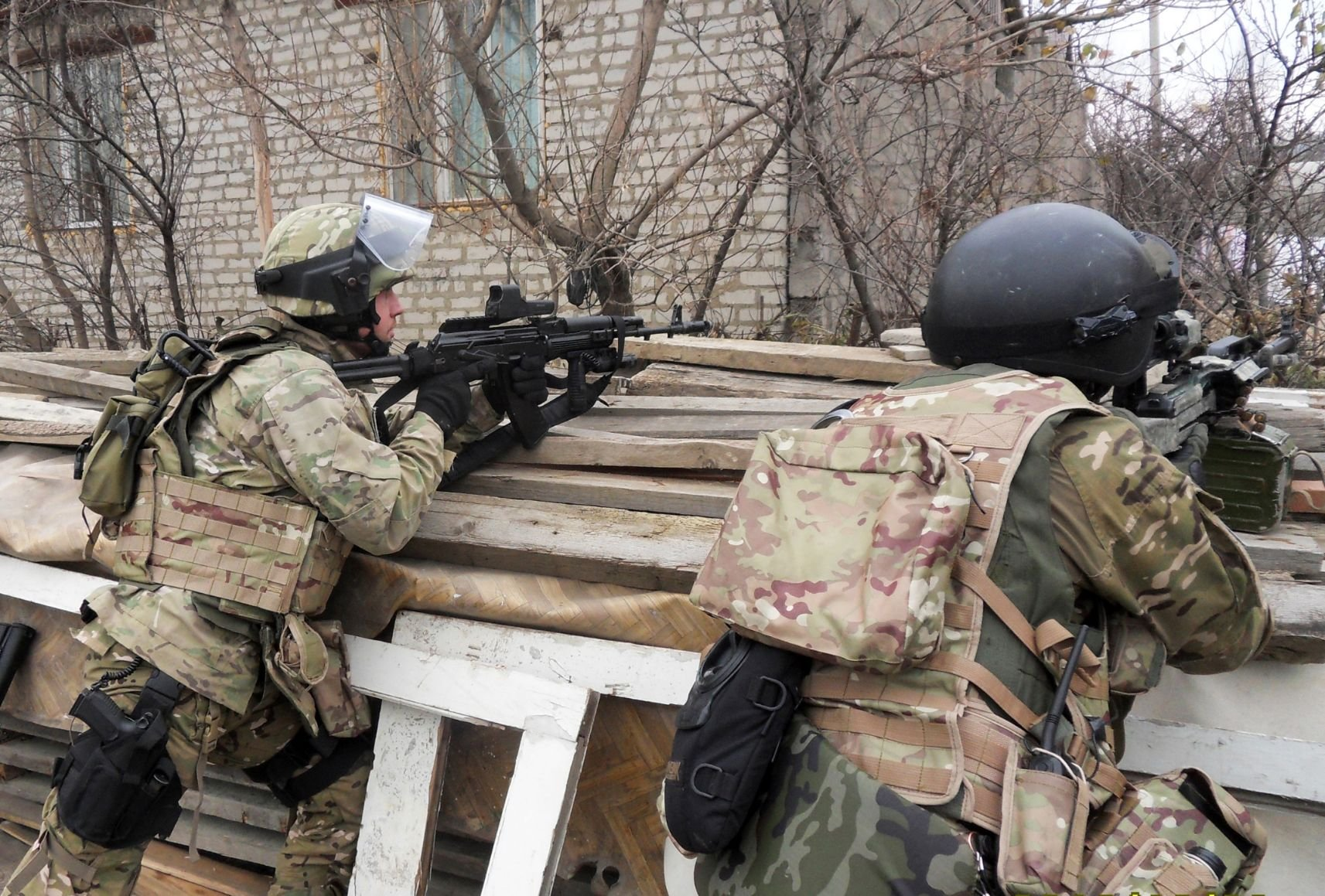
手握Pecheneg應戰的俄羅斯阿爾法小組士兵（右）
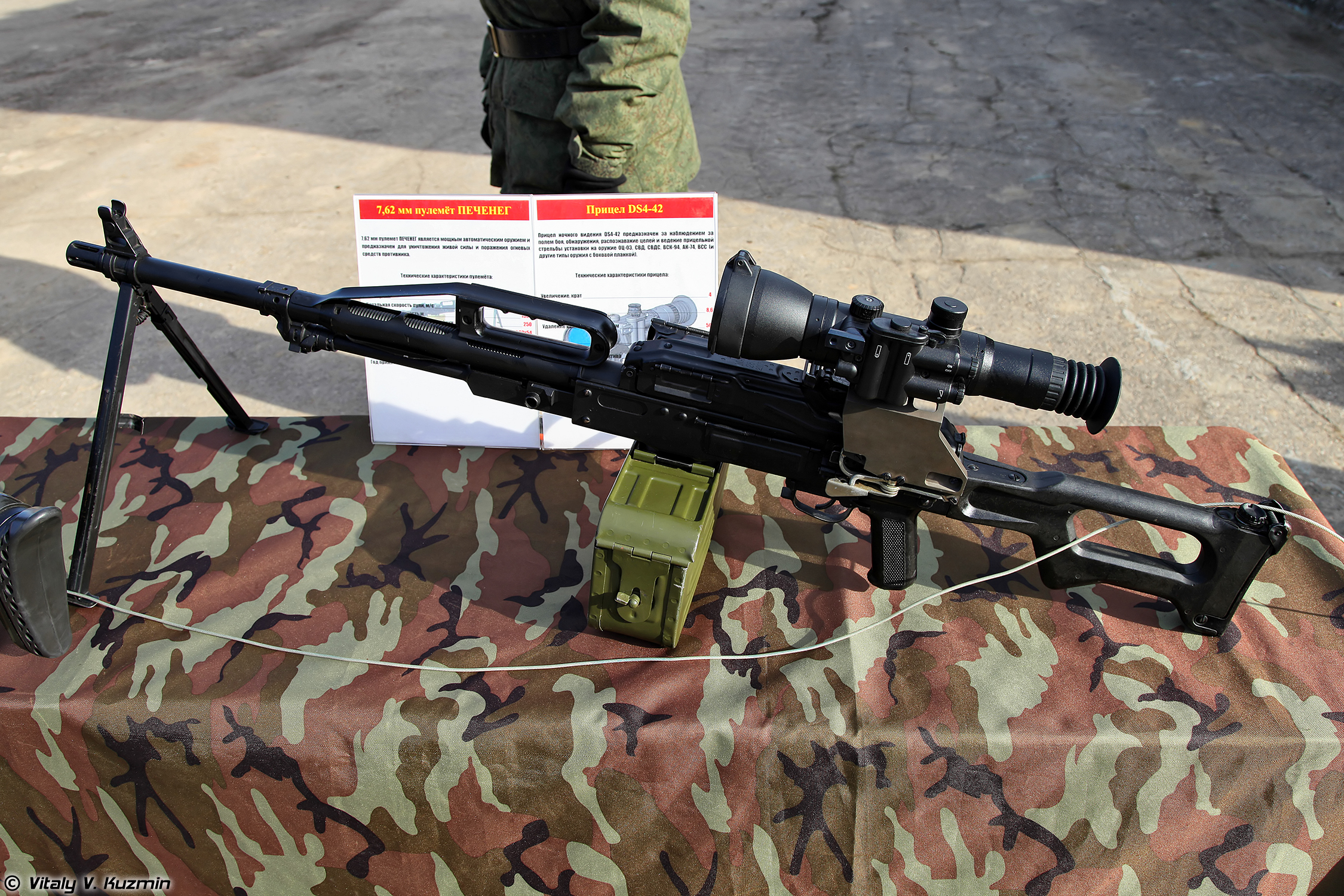
2015年俄羅斯國際軍警安防設備展（Interpolitex 2015）上的Pecheneg展出槍

## 資料來源
1. ↑  "Russian Army Won't Miss Spare Barrel on New Gun [永久]" Defense News.com, 19 Jun 2008, Retrieved 2010-04-05
2. ↑  " 'Pecheneg' Kalashnikov infantry machine-gun  （页面存档备份，存于）",rusguns.net, Retrieved 2010-04-05
3. 1 2 3 4 5 6 7 8 9 10 11 12  Popenker, Max R."PKP Pecheneg machine gun  （页面存档备份，存于）", world.guns.ru, Retrieved 2010-04-05
4. ↑  .   [2012-08-02]. （原始内容存档于2014-11-05）.
5. ↑  .   [27 November 2014]. （原始内容存档于5 November 2014）.
6. 1 2 3
7. ↑  "7.62-mm "Petcheneg" Machine Gun  （页面存档备份，存于）", TsNIITochMash,  Retrieved 2010-04-05
8. ↑  （俄文）—Самый секретный пулемет России- глубокая модернизация пулемета «Печенег» （页面存档备份，存于）
9. ↑  .   [27 November 2014]. （原始内容存档于2012-12-25）.
10. ↑  . The Firearm Blog. 2016-09-23  [2017-06-26]. （原始内容存档于2017-06-24） （英语）.
11. ↑  .   [2012-12-07]. （原始内容存档于2014-06-09）.
12. ↑  .   [2013-04-20]. （原始内容存档于2013-04-25）.
13. ↑  .   [2015-10-03]. （原始内容存档于2015-07-07）.

## 外部連結
- （英文）—TsNIITochMash Official site－7.62-mm "PETCHENEG" MACHINE GUN
- （英文）—Modern Firearms—PKP Pecheneg (Petcheneg) machine gun（页面存档备份，存于）
- （英文）—warfare.ru - 7.62 Pecheneg Machine Gun（页面存档备份，存于）
- （英文）—7.62mm 6P41 Pecheneg machine gun:: Military products :: OJSC "ZID"（页面存档备份，存于）
- （英文）—The Firearm Blog.com—
  - Kalashnikov Concern, Tula, TsNIITochMash at IDEX（页面存档备份，存于）
  - POTD: Pecheneg’s Galore（页面存档备份，存于）
  - Ratnik: Russia’s Warrior of The Future（页面存档备份，存于）
  - Russian Army to Replace PKM Machine Guns With PKP “Pecheneg” Automatic Rifles（页面存档备份，存于）
  - Russian Special Forces Practical Shooting From A Moving Vehicle（页面存档备份，存于）
  - BREAKING: Pecheneg PKP BULLPUP Machine Gun（页面存档备份，存于）
- （英文）—Russian Small Arms - "Pecheneg" Kalashnikov infantry machine-gun
- （英文）—Zonawar.ru—«Pecheneg» Kalashnikov infantry machine gun
- （英文）—Nazarian`s Gun`s Recognition Guide—Pecheneg / Petcheneg（页面存档备份，存于）
- （英文）—YouTube上的MACHINEGUN 6P41 PECHENEG
- （英文）—YouTube上的Russian best gan PECHENEG - PEOPLEHOTNEWS.COM
- （俄文）—Описание ПКП на сайте производителя
- （俄文）—gewehr.ru—"Печенег"
- （俄文）—Open Joint Stock Company "V.A.Degtyarev Plant" / 7.62mm 6P41 Pecheneg machine gun（页面存档备份，存于）
- （简体中文）—D Boy Gun World（槍炮世界）—PKP“佩切涅格”机枪（页面存档备份，存于）
  - PKP-SP机枪 （页面存档备份，存于）
  - PKP机枪无托改装 （页面存档备份，存于）